# Ion (Iancu) C. Constantinescu
Ion (Iancu) C. Constantinescu (n. 1884 – d. 1963) a fost un inginer român, specialist în telecomunicații, și profesor la Institutul Politehnic din București. A efectuat cercetări privind propagarea undelor electromagnetice, stabilind condițiile pentru obținerea dipolilor complementari (ecuația dipolilor complementari, 1925).
Sfârșitul anului 1877 consemnează introducerea telefonului și în România. Astfel, în anul 1901, în Palatul Poștelor din Calea Victoriei, a fost dată în exploatare o centrală telefonică manuală cu baterie centrală, tip Western Electric, având o capacitate de 3000 de linii, care prelua toți abonații din capitală prin cabluri subterane. De asemenea, în aceeași perioadă a începutului de secol, Ion (Iancu) Constantinescu brevetează în Franța aparatul teletipografic, care va sta la baza conceperii teleimprimatorului. Tot el este acela care, în 1927, va proiecta prima centrală telefonică automată românească .

## Lucrări (selecție)
- „Transmisii electromagnetice” (1948)